# Eurata herricki
Eurata herricki är en fjärilsart som beskrevs av Butler 1876. Eurata herricki ingår i släktet Eurata och familjen björnspinnare. Inga underarter finns listade i Catalogue of Life.